# هری یلونن
هری یلونن (فنلاندی: Harri Ylönen؛ زادهٔ ۲۱ دسامبر ۱۹۷۲) بازیکن فوتبال اهل فنلاند بود.
از باشگاه‌هایی که در آن بازی کرده‌است می‌توان به باشگاه فوتبال کوپیون پالوسئورا، باشگاه فوتبال هاکا، باشگاه فوتبال بران، و اشپورت فقاند زیگن اشاره کرد.
وی همچنین در تیم ملی فوتبال فنلاند بازی کرده‌است.